# Henrike von Platen

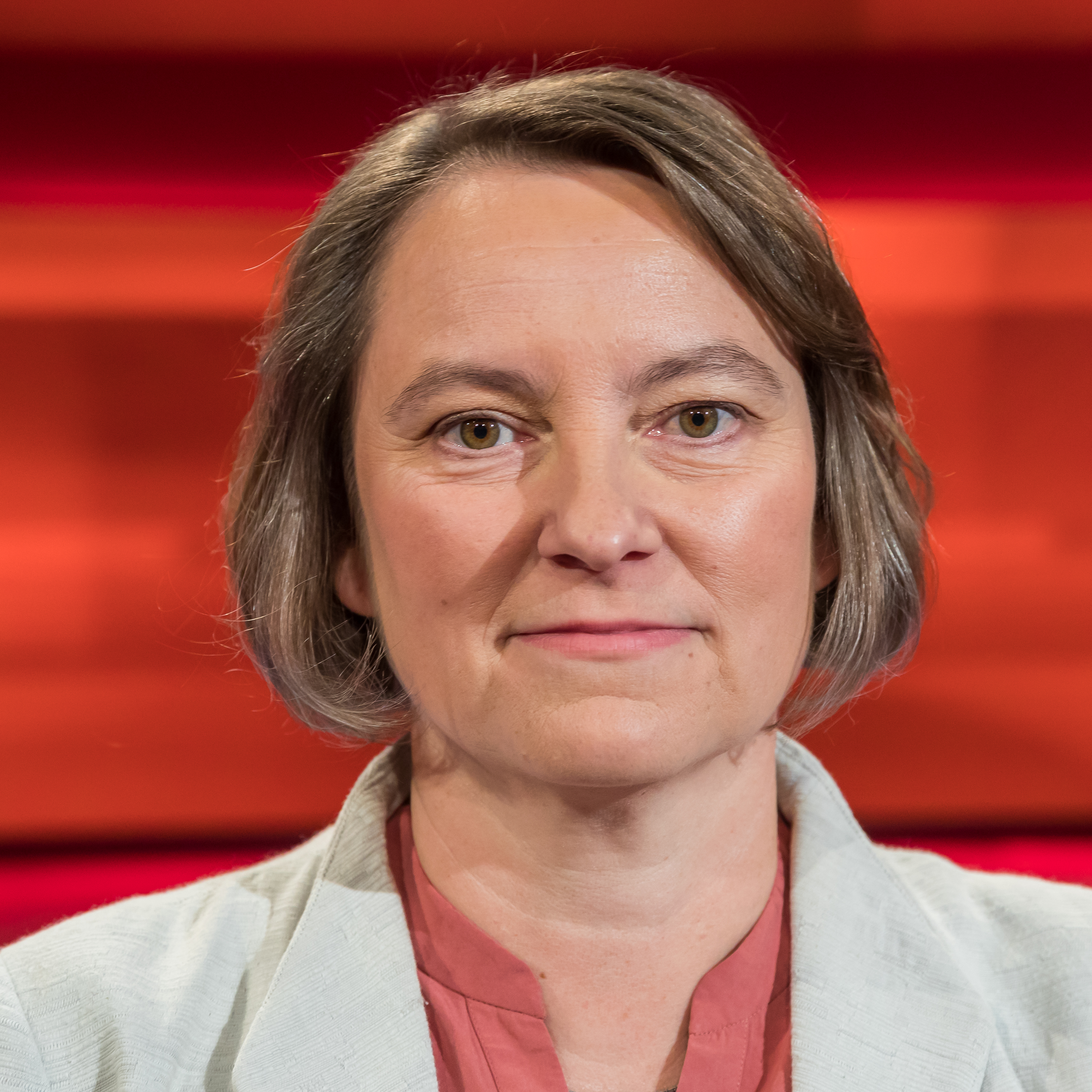
Henrike von Platen, 2019

Henrike von Platen (* 16. Januar 1971 in Bremen) ist eine deutsche Wirtschaftsdiplom-Informatik-Betriebswirtin (VWA), Unternehmensberaterin und Interim-Managerin. 2017 gründete sie das Fair Pay Innovation Lab, eine gemeinnützige GmbH, die Unternehmen bei der praktischen Umsetzung von Lohngerechtigkeit unterstützt und sich für mehr Entgeltgleichheit im Unternehmensalltag einsetzt. Regelmäßig lädt sie Vertretende aus Wirtschaft, Wissenschaft und Politik zum Austausch in sogenannte Fair Pay Management Circles ein. Henrike von Platen war von 2010 bis 2016 als Präsidentin des Frauennetzwerks Business and Professional Women Germany Schirmherrin der deutschen Equal-Pay-Day-Kampagne. Mit ihrer gleichstellungspolitischen Verbandstätigkeit setzte sie sich insbesondere für eine paritätische Besetzung von Frauen und Männern in Führungspositionen und Entgeltgleichheit ein.

## Beruf
Henrike von Platen ist in Bonn und auf Teneriffa aufgewachsen. Sie hat einen englischen Schulabschluss erworben und später ein Studium zur Wirtschafts-Diplom Informatik-Betriebswirtin (VWA) in Berlin absolviert. Seit 1998 arbeitet sie als selbstständige Unternehmensberaterin mit den Schwerpunkten Wirtschaftsförderung und Standortoptimierung. Als Interim-Managerin und geschäftsführende Gesellschafterin ist sie seit 2005 für Unternehmen in Berlin aus der Branche Erneuerbare Energien tätig. Im Jahr 2000 gründete sie mit zwölf weiteren Frauen den Aktionärsverein Hexensabbat Club, „um gemeinschaftlich am Aktienmarkt anzulegen“, der auf 30 Frauen anwuchs und deren Geschäftsführerin sie bis 2010 war. 2015 wurde sie zur Hochschulrätin der Hochschule für angewandte Wissenschaften München ernannt und ist dort seit 2018 Lehrbeauftragte für Fair Pay.

## Gleichstellungspolitisches Wirken
Sie ist ehrenamtlich seit 2008 im Bundesvorstand des Verbandes Business and Professional Women (BPW), eines der international ältesten und größten Frauennetzwerke. Dem BPW Germany stand sie von 2010 bis 2016 als Präsidentin vor. In ihrer Amtszeit setzte sich der Verein besonders für die Themen Frauen in Führungspositionen und geschlechtergerechte Löhne ein. Henrike von Platen war in diesem Zeitraum Schirmherrin des jährlichen Equal Pay Day in Deutschland. 2011 initiierte sie die parteiübergreifende Berliner Erklärung mit, aus der auch die Aktion Spitzenfrauen fragen Spitzenkandidaten im Mai 2013 hervorging. Mit Vorsitzenden anderer Frauenverbände sowie Politikerinnen startete sie im Juni 2016 das FairPay-Bündnis für eine gerechte Entlohnung von Frauen. Als aktives Mitglied ist sie im Frauennetzwerk FidAR Frauen in die Aufsichtsräte e.V. und dem International Women’s Forum IWF tätig. Sie ist Initiatorin der Online-Petition FairPay heute.
Henrike von Platen wird als Expertin v. a. zu den Themen Frauenquote und Gender-Pay-Gap von Qualitätsmedien zitiert und interviewt und zu Podiumsdiskussionen eingeladen. Unter dem Motto Frauen und Arbeit – Ungleichheiten und Diskriminierung diskutierte sie auf Einladung der Bundeszentrale für politische Bildung 2016 bei einem Podiumsgespräch zu den Hintergründen der Entstehung und Bekämpfung von Entgeltungleichheit. 2018 und 2019 war sie als Speakerin beim Reykjavík Global Forum – Women Leaders. Am 13. März 2019 eröffnete sie das Fair Pay Global Forum mit internationalen Expertinnen im Rahmen der 63. Frauenrechtskommission in New York. Zudem war sie als Expertin beim Weltwirtschaftsforum 2019 zu Gast.

## Publikationen
- Mitautorin des Forschungsprojekts Frauen in der Kommunalpolitik der neuen Länder im Auftrag des Beauftragten der Bundesregierung für die neuen Bundesländer. Abschlussbericht, Berlin, 12. April 2013 (pdf)
- Equal Pay Day in Germany. In: Exchange of good practices on gender equality, European Commission, Juni 2013 (pdf)
- Equal Pay Day: BPW Germany bringt eine Kampagne ins Rollen. In: Eine Forderung wird zur Kampagne. Sieben Jahre Equal Pay Day. Berliner Wissenschafts-Verlag, Berlin 2015, ISBN 978-3-8305-3428-0, S. 8–14.
- Herausgeberin und Autorin: Neue Courage! Business and Professional Women (BPW) Germany 1931–2016. Barbara-Budrich-Verlag, Leverkusen 2016, ISBN 978-3-8474-2012-5.
- Frauen mit Geld, Männer mit Imageproblemen. In: Vanessa Conin-Ohnsorge, Martina Lackner, Angelika Weinländer-Mölders: Side by Side: Männer an der Seite erfolgreicher Frauen. Haufe-Verlag, Freiburg im Breisgau 2018, ISBN 978-3-648-12096-5.
- Autorin in: Petra Nabinger (Hrsg.): Erfolgreiche Frauen im Portrait: Geben Tipps zu Beruf, Familie und Karriere. Littera-Verlag, Bad Dürkheim 2018, ISBN 978-3-945734-27-8.
- Autorin des Vorworts von Claudia Irsfeld: Frauen und Gehalt. So verhandeln Sie gelassen und erfolgreich, Marie-von-Mallwitz-Verlag, München 2019, ISBN 978-3-946297-14-7.
- Über Geld spricht man. Der schnelle Weg zur Gleichstellung. Nicolai-Verlag, Berlin 2020. ISBN 978-3-96476-031-9.

### Artikel (Auswahl)
- Teilzeit für Frauen – Honigspur in die Karrierefalle. In: The Huffington Post, 15. März 2014.
- Der Einkommensunterschied ist noch viel größer. In: Die Zeit online, 14. Juni 2016.
- Frauenkarrieren: Am Ende geht es nur ums Geld. In: Wirtschaftswoche, 3. November 2017.
- Weshalb sich Gleichstellung für Unternehmen lohnt - Schwerpunkt Frauen in Führung. In: Die Führungskräfte, 3. April 2018.
- Mehr Transparenz, weniger Klischees – wie sich der Gender Pay Gap schließen lässt. In: Hammelsprung Jubiläumsausgabe, 18. Juli 2019.
- Equal Pay: Wieso die Entrüstung über die abgewiesene Klage einer ZDF-Journalistin nicht weiterhilft. In: Edition F, 27. Februar 2019.